# Електронска управа
Електронска управа или е-управа (енгл. e-administration) је термин чије дефиниције варирају од употребе информатичке технологије како би се олакшао промет информација и савладале физичке препреке традиционалних система до коришћења технологије како би се повећала доступност и олакшало извршење јавних служби у корист грађана, привредника, као и запослених у тим службама.
Устаљено виђење ствари иза ових дефиниција је да је е-управа заправо аутоматизација, односно компјутеризација постојећег „папир система“, која ће довести до нових стилова управљања, нових начина расправљања и одређивања стратегија, обављања послова, као и организовања и достављања информација.